# Parafia św. Mikołaja w Crooked Creek
Parafia św. Mikołaja – parafia prawosławna w Crooked Creek, w dekanacie Russian Mission diecezji Alaski Kościoła Prawosławnego w Ameryce.